# Antropologia dźwięku
Antropologia dźwięku – specjalizacja antropologii kulturowej, zajmująca relacjami człowieka ze środowiskiem akustycznym.

## Sfery dźwiękowe
Sposoby kategoryzacji otaczających nas dźwięków:
1. Fonosfera – dźwięki, które są wynikiem ekspresji głosowej człowieka (np. kaszel, szept, śmiech, oddychanie, dźwięki wypowiadane), ale także te utrwalone za pomocą urządzeń rejestrujących
2. Sonosfera – zwraca uwagę zarówno na brzmienie, jak i pochodzenie dźwięku, poszukuje wartości w dźwiękach wydawanych nie tylko przez instrumenty (np. szum wodospadu, warkot silnika itd.), inaczej: otaczająca nas dźwiękowa rzeczywistość
3. Audiosfera – „dźwięki i odgłosy stanowiące o specyfice danej przestrzeni” (Tomasz Misiak)

## Akustyczna ekologia
Termin utworzony przez R. Murraya Schafera, dotyczy badań odnośnie do wpływu środowiska akustycznego na stworzenia, które w nim żyją.
Akustyczna ekologia wyłoniła się jako reakcja na wzrastające zanieczyszczenia środowiska dźwiękowego. Jest to realny problem, który ma negatywny wpływ na ludzki słuch. Spowodowany przez coraz większą liczbę zbyt głośnych dźwięków, doprowadza do sytuacji, w której człowiek nie słucha już uważnie i nie jest w stanie, a przez to także nie umie wyłapać skażeń akustycznych i nie wie, które dźwięki są dla niego szkodliwe. Problem ten narodził się wraz z rewolucją przemysłową, która przyczyniła się do wzrostu poziomu hałasu w miastach.
World Soundscape Project – grupa powołana przez R. Murraya Schaffera (teoretyka akustycznej ekologii), chciała zwrócić uwagę na problem zanieczyszczenia środowiska dźwiękowego przy pomocy nagrań terenowych

## Pejzaż dźwiękowy
Pojęcie stworzone przez R. Murraya Schafera, p.d. to całe środowisko dźwiękowe, zarówno to naturalne, jak i nagrane na taśmę, możemy wyróżnić jego dwa rodzaje:
1. Pejzaż dźwiękowy hi-fi: system o korzystnym stosunku sygnałów do zakłóceń, czyli poziom zakłóceń jest niewysoki i pozwala na wyłapanie poszczególnych dźwięków, utożsamiany z nocą (pora, w której jest ciszej), wsią (spokojniejsza niż miasto), dawnymi czasami (kiedy był mniejszy hałas)
2. Pejzaż dźwiękowy lo-fi: pojedyncze sygnały akustyczne nie są wyraźne, wręcz przytłumione szerokopasmowym szumem, stosunek sygnałów do zakłóceń może nawet wynosić 1:1, ciężko wyłapać pojedyncze dźwięki, źródło: rewolucja przemysłowa (wytwarzanie hałasu w coraz większej ilości)

## Akuzmatyka
Kolejnym sposobem badania otaczających nas dźwięków jest podejście akuzmatyczne. Polega na oddzieleniu dźwięku od jego źródła. Radio oraz technika nagraniowa pozwalają na wykorzystanie tej metody.
Akuzmatyka leżała w głównym kręgu zainteresowań Pierre’a Schaeffera, określał ją w ten sposób:
„Rzeczywistość postrzeżeniowa dźwięku samego w sobie odróżnialnego od sposobów jego tworzenia i przekazywania”

## Obiekt dźwiękowy
Definicja autorstwa Pierre’a Schaeffera, obiekt dźwiękowy jest najmniejszą samodzielną cząstką obrazu dźwiękowego, może oznaczać czysty dźwięk, a także odnosić się do rzeczywistego obiektu.

## Muzyka a szum
Szum nas otacza, jest wszechobecny jak wszystkie otaczające nas dźwięki, przed którymi nie możemy się zamknąć, tak jak przed obrazem. Jest równoznaczny artykulacji przestrzeni i może być narzędziem władzy. Jeśli by go rozłożyć na części pierwsze, można by stworzyć z niego muzykę, jak proponował w jednym ze swych tekstów John Cage. Muzyka była dla niego przede wszystkim organizacją dźwięków i tym wszystkim co słyszymy dookoła siebie, niezależnie od tego czy znajdujemy się w sali koncertowej czy na zewnątrz. Tak jak szum można przetworzyć w muzykę, tak ona stawała się czasem tłem, szumem, który towarzyszy nieświadomym ludziom. Dobrym przykładem jest tutaj Muzak – czyli amerykańska firma, która sprzedawała zestandaryzowaną muzykę używaną w miejscach publicznych, właśnie jako tło.